# Going for the One
Going for the One é o oitavo álbum de estúdio da banda de rock progressivo Yes. Lançado em 1977, após uma longa parada em que os membros se dedicaram às carreiras solo, é especialmente notável por marcar o retorno do tecladista Rick Wakeman, que saiu do grupo em 1974 logo após a conclusão da turnê de Tales from Topographic Oceans. Seu retorno foi facilitado pela saída do também tecladista Patrick Moraz, que tocou apenas em Relayer. Mesmo tendo saído antes desse disco, consta o agradecimento a Moraz nos créditos.
Após a longa parada, a banda reuniu-se na Suiça, com total energia e motivação e pronta para gravar, ao final de 1976. O álbum foi gravado no Mountain Studios pelos engenheiros de gravação John Timperley e David Richards. Após criar longas e épicas canções nos últimos 5 anos, o Yes recuou alguns passos para gravar alguns de seus mais diretos e concisos trabalhos desde Fragile. Wakeman também variou largamente seu som, deixando um pouco de lado seu mellotron e experimentando com órgãos de igreja, como se ouve em "Parallels" e na longa faixa "Awaken".

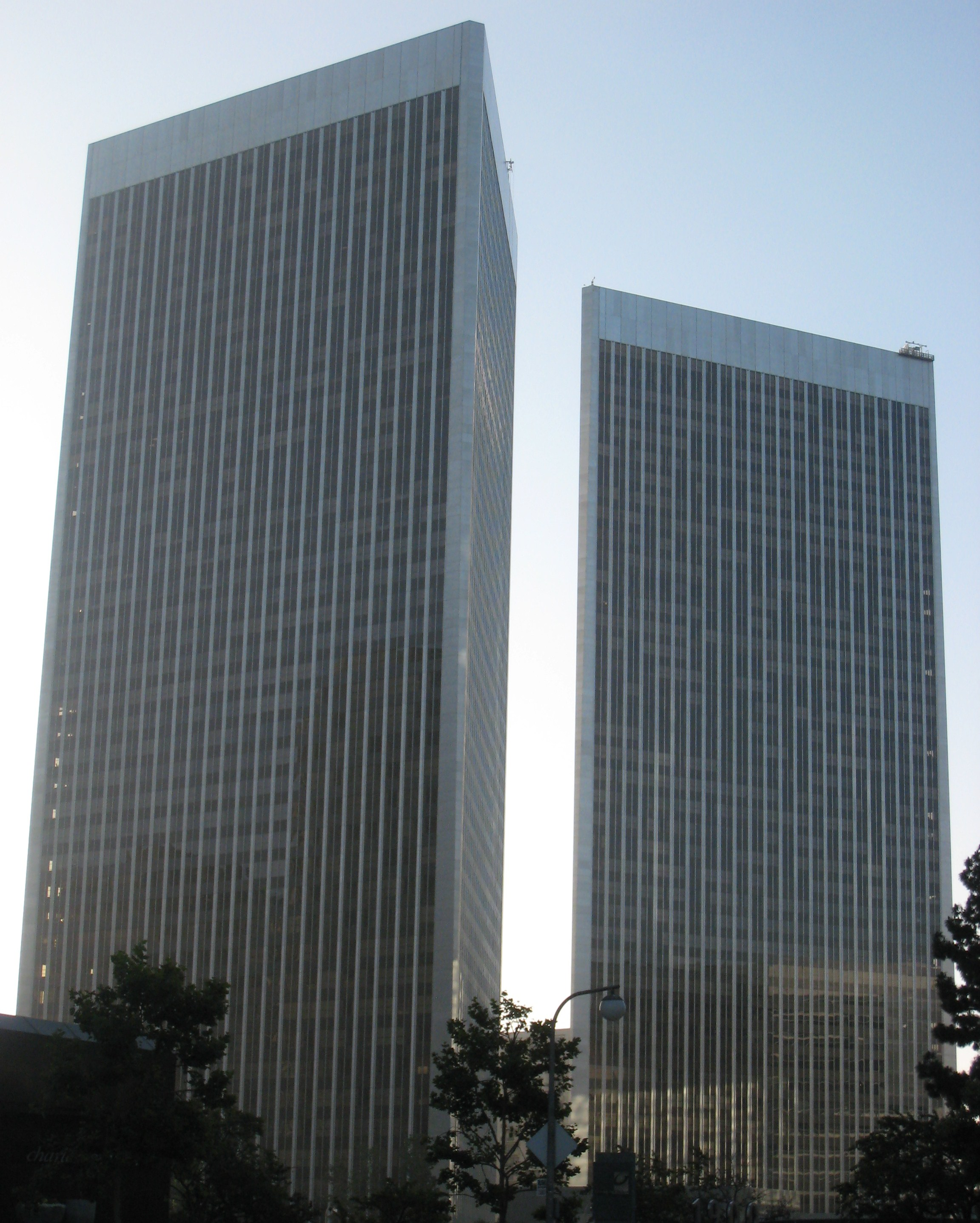
Century Plaza Towers

Após utilizar sucessivos e bem-sucedidos trabalhos gráficos de Roger Dean, o Yes utilizou para este a excelência da Hipgnosis (conhecida por criar as capas para o Pink Floyd). A capa mostra a Century Plaza Towers em Los Angeles, também conhecida localmente como Twin Towers (torres gêmeas).
O retorno do Yes durante o auge do movimento punk foi um inesperado sucesso, com Going for the One alcançando o topo das paradas britânicas e colocando um single entre os Top 10, "Wonderous Stories" - algo que poderia ser considerado impossível nos dias de Tales from Topographic Oceans. Também alcançaram o Top 10 norte-americano, Going for the One chegando à posição #8 na parada da Billboard em 1977.
Com suas qualidades, Going for the One é considerado por muitos críticos como um dos melhores trabalhos do Yes, e, por muitos, dos mais subestimados álbuns do Rock. Somando-se a isso, canção "'Awaken'" é considerada por muitos fãs como a melhor música de toda a carreira do grupo. Jon Anderson disse sobre ela: "Nós criamos uma grande canção! Eu amo escutar 'Awaken', ao menos posso dizer que criamos uma Obra-Prima". Em muitas entrevistas, "Awaken" é considerado pelos membros da banda como a mais complexa e consistente composição do Yes.

## Significado lírico das canções:[5]
- Going for the One: De acordo com Jon Anderson, o autor desta música, é "sobre o mundo dos esportes e competições. Parte do tema é sobre corridas de cavalos, mas eu também fui inspirado por um filme que eu vi sobre atletas que estão passando pelo rio do Grand Canyon no Colorado, em uma daquelas jangadas de borracha ... embora eu não tenha esquecido de mencionar a "mente cósmica", em uma parte da letra".
- Turn of the Century: Em relação a 'Turn of the Century', Jon Anderson disse que pensava "na história de um escultor que quer fazer uma estátua de pedra dedicada à sua amada, que morrera no inverno. A primeira inspiração me veio da ópera La Boheme e, obviamente, a história (mitológica) da Pygmalion. O destaque desta história é que o escultor coloca todo o seu amor nesta estátua, e ela finalmente ganha vida". Musicalmente, este é um tema extraordinariamente bonito, especialmente em certas passagens instrumentais, em que o dueto Wakeman-Howe desenvolve estranhas fusões rítmicas que lembram a obra de Piazzolla.
- Parallels: Foi uma música pomposa com a qual a banda abriria os shows nos anos seguintes. Nele, Wakeman tocou em um autêntico órgão da igreja, que foi gravado na St. Martin's Church, em Vevey, na Suíça. Em parte, "Parallels" é (quase) um primo distante da antiga "Roundabout", em que ritmo e intenção se respeitam, embora (obviamente) sem a transcendência daquele velho clássico. Sobre a composição do tema, seu autor, Chris Squire, disse: "É um amor espiritual. Um tema que oferece uma mensagem de esperança. Em algum momento eu poderia ter integrado meu primeiro álbum solo (Fish Out of Water), mas eu pensei melhor e reservei para um futuro álbum do Yes". Além disso, neste tema, há uma sobreposição de dois estilos: de um lado, o riff de blues do meu baixo e, de outro, o órgão da catedral; tudo soando ao mesmo tempo ... "
- Wonderous Stories: Depois veio a bela balada "Wonderous Stories", que Steve Howe descreveu como "parte do período renascentista de Jon Anderson ... É por isso que essa balada é atravessada por um sentimento de música clássica". A canção foi composta na Suíça e Anderson lembrou que: "Foi um dia lindo, um daqueles momentos que se lembra por muitos anos e, de repente, a letra de" Wonderous Stories "me veio à mente. fala das alegrias da vida, uma sequência onírica que traça histórias do passado e do futuro ".
- Awaken: O álbum termina com "Awaken", uma longa e espetacular faixa — que começa com um impressionante solo de piano de Wakeman — que seria colocado entre os maiores clássicos da história do grupo. Como Jon Anderson apontou: "Awaken" foi "a melhor coisa que já fizemos". Aqui, novamente, as letras são surreais, cósmicas e místicas ao extremo. Por essa razão, tanto Anderson quanto Squire cantam como se fossem espíritos reais "que passaram para o outro lado" e evocam as visões extraordinárias e superterrenais em que estão vivendo. O clímax instrumental final, depois de uma parte experimental do meio, é simplesmente devastador e emocionante, e um dos momentos mais gloriosos que o Yes registrou em toda a sua história, aqui o caráter místico do tema é enfatizado, quando é evocado (respectivamente) pelos mestres das imagens, da alma, da luz, e do tempo. Sobre a composição da música, Anderson disse: "Enquanto na Suíça, tive a oportunidade de ler um livro chamado The Singer, sobre um antigo hino. Também fui influenciado por outra leitura, sobre a vida do pintor holandês Rembrandt". Alan White diz que "o tema foi dividido em seções diferentes, para gravação, mas sempre tivemos todo o assunto em mente, da maneira que a composição final tinha que ser". Ele disse, além disso, que naquele final monumental de "Awaken", "Rick Wakeman estava tocando o órgão da igreja em uma igreja que ficava a 16 quilômetros de distância e nos comunicamos com ele através de fios telefônicos". Anderson acrescenta sobre esta suíte: "Awaken" é uma bela peça em estrutura e forma. Tem tudo que eu quero de um grupo de músicos atuais. Antes disso, tudo parecia muito cinzento. Depois de três anos cinzentos com o Relayer, gravamos um belo álbum chamado Going for the One".

## Faixas

### Lado 1
1. "Going for the One" (Jon Anderson) – 5:32
2. "Turn of the Century" (Jon Anderson/Steve Howe/Alan White) – 7:56
3. "Parallels" (Chris Squire) – 5:53

### Lado 2
1. "Wonderous Stories" (Jon Anderson) – 3:49
2. "Awaken" (Jon Anderson/Steve Howe) – 15:31

- High Vibration
- Gentle Mass Touch
- Workings Of Man
- Master Of Time
- High Vibration(reprise)- Runaway Of Time

### Faixas Bônus[6]
Going for the One foi remasterizada e relançada pela Rhino em 2003 com muitas faixas bônus:
1. "Montreux's Theme" (Steve Howe/Chris Squire/Jon Anderson/Alan White) – 2:38
2. "Vevey (Revisited)" (Jon Anderson/Rick Wakeman) – 4:46
3. "Amazing Grace" (Trad. Arr. Chris Squire) – 2:36
4. "Going for the One" (Rehearsal) (Jon Anderson) – 5:10
5. "Parallels" (Rehearsal) (Chris Squire) – 6:21
6. "Turn of the Century" (Rehearsal) (Jon Anderson/Steve Howe/Alan White) – 6:58
7. "Eastern Number" (Early version of "Awaken") (Jon Anderson/Steve Howe) – 12:16

## Recepção
Going for the One (Atlantic K 50379) alcançou #1 no Reino Unido. Nos EUA alcançou a posição #8 permanecendo lá por 8 semanas.

## Integrantes
- Jon Anderson: Vocalista - instrumentos de percussão, harpa
- Chris Squire: Baixista - vocais
- Steve Howe: Guitarra elétrica - vocais
- Rick Wakeman: Tecladista - orgão, Piano, Sintetizadores Polymoog e Minimoog.
- Alan White: bateria - instrumentos de percussão

## Relançamentos
- 1988 - Atlantic - CD
- 1994 - Atlantic - CD (Remastered)
- 2003 -  Rhino -  CD (Remastered with Bonus Tracks)